# Karma (film, 2018)
Pour les articles homonymes, voir Karma (homonymie).
Pour plus de détails, voir Fiche technique et Distribution.
Karma est un film égyptien réalisé par Khaled Youssef, sorti en 2018.

## Fiche technique
- Titre : Karma
- Réalisation : Khaled Youssef
- Pays d'origine : Égypte
- Durée : 110 minutes
- Date de sortie : 2018

## Distribution
- Amr Saad
- Khaled El Sawy
- Ghada Abdel Razek
- Maged El-Masri
- Zeina
- Wafaa Amer

## Récompenses
Le film obtient l'étalon d'argent et le prix du meilleur son au FESPACO 2019.